# Семенцов, Михаил Иванович
Михаил Иванович Семенцов (26 сентября 1917 — 12 февраля 1945) — лётчик-ас, гвардии старший лейтенант, участник Великой Отечественной войны. Герой Советского Союза (1943).

## Биография
Родился в Никольской слободке (ныне в пределах Киева). Через несколько лет семья переехала в посёлок Ильич (около Гомеля). Здесь М. И. Семенцов окончил восьмилетку, школу ФЗУ. Работал слесарем на прядильной фабрике и на железной дороге в Гомеле. Одновременно учился в аэроклубе.
В Красной Армии с 1938 года. В 1940 году окончил Одесскую военную авиационную школу пилотов, проходил службу на Дальнем Востоке. Во время Великой Отечественной войны с августа 1941 года на фронте. Участник боёв в Донбассе, на Кавказе, Курской дуге, Украине, в Польше, Германии.
Заместитель командира эскадрильи 41-го гвардейского истребительного авиационного полка (8-я гвардейская истребительная авиационная дивизия, 5-й истребительный авиационный корпус, 2-я воздушная армия) гвардии старший лейтенант М. И. Семенцов до июля 1943 года сделал 270 боевых вылетов, принимал участие в 69 воздушных боях, сбил 12 лично и в группе 9 самолётов противника. Дважды таранил вражеские самолёты. К этому времени сбил лично 10 и в группе 10 самолётов. За эти подвиги ему было присвоено звание Героя Советского Союза.
Погиб 12 февраля 1945 года в воздушном бою в районе аэродрома Нейсе. К моменту гибели совершил около 400 боевых вылетов, провёл около 90 воздушных боёв, сбил 17 самолётов  лично и 10 в группе.

## Награды
- Медаль «Золотая Звезда»;
- орден Ленина;
- два ордена Красного Знамени;
- орден Александра Невского[2];
- орден Красной Звезды;
- медали.

## Память
- М. И. Семенцов навечно зачислен в список части.
- На здании ДОСААФ в Гомеле установлена мемориальная доска.